# Благовест-инфо
Агентство религиозной информации «Благовест-инфо» — российское информационное агентство и сетевое издание, специализирующееся на освещении религиозной жизни в России и за рубежом. Основано в 1995 году.

## История
Агентство было основано в качестве филиала немецкой «Католической радио и телевизионной сети» (CRTN) и при финансовой поддержке католического фонда «Помощь церкви в нужде» (нем. Kirche in Not) (основан нидерландским священником Веренфридом ван Страатеном и 1992 года усиленно помогает Русской православной церкви проводить во многих епархиях сложные миссионерские проекты). Офис агентства первоначально занимал помещение маленькой комнаты на факультете журналистики МГУ имени М. В. Ломоносова на Моховой улице. Первоначально оно задумывалось только в качестве поставщика свежих новостей для радиоэфира, которыми в основном являлись тексты различных иностранных агентств, переведённые на русский язык. Кроме того, поскольку руководство в штаб-квартире в Брюсселе также желало получать новости из России на английском языке на постоянной основе, то ключевыми сотрудниками в это время стали переводчики. Впоследствии агентство вошло в состав международного благотворительного фонда «Благовест-медиа».
В конце 1994 года появились первые пробные новостные ленты, а начиная с 1995 года производство и рассылка новостей стали осуществляться на ежедневной основе. 28 апреля 1995 года агентством была получена официальная лицензия № 13560 в качестве средства массовой информации. Бюллетень выпускался 2-3 раза в неделю на русском и английском языках. Редакция располагалась по адресу 125422, Москва, Дмитровский проезд 6-1-53. Агентство проходило повторную перерегистрацию в 2000 и 2019 годах.
В 1999 году был открыт первый сайт http://www.blagovest-media.ru/.
С июня 2005 года был запущен обновлённый интернет-сайт http://blagovest-info.ru. Разработчиками выступили программист Ивана Соловьёв и дизайнер Дмитрий Петров, а особая заслуга в создании сайта принадлежала Ирины Стовбыры, которая имела свой богатый опыт работы в сетевых изданиях и до прихода на работу в «Благовест-инфо» более года являлась выпускающим редактором Портала-Credo.ru. Его презентация прошла в Центральном доме журналиста, а среди гостей были апостольский нунций в Российской Федерации архиепископ Антонио Меннини, генеральный секретарь Конференции католических епископов России священник И. Л. Ковалевский, председатель Издательского совета Московского патриархата протоиерей В. А. Силовьев, председатель Синодального отдела по взаимодействию с вооруженными силами и правоохранительными учреждениями протоиерей Д. Н. Смирнов, заместитель председателя ОВЦС МП протоиерей В. А. Чаплин, глава пресс-службы Московской патриархии священник В. Н. Вигилянский, секретарь Богословской комиссии РПЦ священник В. В. Шмалий, известные религиозные журналисты М. Л. Шевченко, А. В. Щипков, А. И. Кырлежев, В. А. Смирнов, С. В. Чапнин, Н. В. Кеворкова и В. М. Хруль, а также являвшийся сотрудником агентства основатель и главный редактор сетевого издания Портал Credo.ru А. В. Солдатов.
Первоначальным учредителем выступало CRTN. Учредителем в настоящее время выступает индивидуальный предприниматель И. М. Вербицкий.

## Главные редакторы

В. Б. Тарасевич

- Ви́ктор Болесла́вович Тарасе́вич (1963—2002). В 1984 году окончил Минский государственный педагогический институт иностранных языков и в течение нескольких лет работал учителем английского и французского языков в средней школе Гродно. В 1990 году учился в Брюсселе в Институте журналистики имени Роберта Шумана. В 1992 году переехал на постоянное место жительства в Москву. Являясь по вероисповеданию католиком, работал на христианской радиостанции «Благовест». В 1995 году основал и возглавил агентство религиозной информации «Благовест-инфо». Жена — Людмила, дети — Алексей (род. 1990) и Анна (род. 1993). Убит в феврале 2002 года во время частной поездки на автомобиле в Германию вместе со своим 33-летним младшим братом Юрием[10][11][12][13][14][15][16][17].
- Дми́трий Влади́мирович Вла́сов (род. 1964 году). В 1987 году окончил Университет дружбы народов имени Патриса Лумумбы по специальности «международная журналистика». Работал в Российской государственной библиотеке и Всероссийской государственной библиотеке иностранной литературы имени М. И. Рудомино. С 1995 года — журналист, переводчик и редактор, а с 2002 года — главный редактор «Благовест-инфо».

## Редакция
В 2004 году Дмитрий Власов в интервью сетевому изданию «Религия и СМИ» сказал следующее: «Мне хотелось бы сказать теплые слова о нашей московской корреспондентке Юлии Зайцевой. По образованию она искусствовед (окончила истфак МГУ), по вере — православная христианка, искренне интересуется информацией о жизни разных религиозных общин России. Я бы сказал, что Юля и наше агентство просто созданы друг для друга: объективность, беспристрастность и при этом искренняя благожелательность заложены в ее мировоззрении, и это полностью соответствует принципам „Благовест-инфо“. К примеру, во время недавнего конфликта вокруг церкви в Кадашах, когда православная община заняла силой реставрационные мастерские, Юля брала интервью у представителей обеих сторон. Как мне кажется, информация по этому конфликту от нашего агентства была вполне исчерпывающей. Хотелось бы также сказать о поволжском корреспонденте Владимире Сизганове, он живёт в Саранске. Он занимается мониторингом поволжских СМИ по религиозной ситуации и, кроме того, имеет много личных контактов в Саранске и за его пределами. Информация, поступающая от Владимира, всегда оперативна и очень интересна. Есть у нас корреспонденты и в других регионах: и в России, и в ближнем зарубежье. В частности, в Риге у нас есть корреспондент Диана Чучкова, благодаря которой, к примеру, мы в своё время первыми дали информацию о конфликте в Гребенщиковской старообрядческой общине. Также у нас есть „свои люди“ в Закавказье, Средней Азии. К сожалению, нам не всегда удается получить полную информацию о происходящем в этих регионах в силу закрытости самой системы этих стран».
А в 2005 году в беседе с корреспондентом «Церковного вестника» отметил: «Команду „Благовест-инфо“ можно разделить на две части: постоянный штат и внештатные корреспонденты. Среди „постоянных“ хочется отметить высокий профессионализм наших выпускающих редакторов — Елены Бажиной и Ирины Стовбыры, переводчика Андрея Бородина, корреспондента Юлии Зайцевой, секретаря редакции Людмилы Тарасевич. Среди наших внештатников не могу не упомянуть с благодарностью москвичей Марию Козлову и Николая Домася, Владимира Сизганова из Саранска, Диану Чучкову из Риги, Владимира Саришвили из Тбилиси, Мамеда Сулейманова из Баку».

## Редакционная политика
В 2004 году в интервью сетевому изданию «Религия и СМИ» Д. В. Власов сказал следующее: «Одним из важнейших наших полюсов я считаю объективность подачи информации, это всегда было нашим приоритетом. Мы не избегаем освещения конфликтных ситуаций, но в каждом таком случае стараемся отразить точку зрения всех сторон конфликта. Иногда мне приходилось слышать упреки в излишней политкорректности, но я считаю, что если в этих упреках и есть доля правды, это всё равно лучше, чем тенденциозность и провокации. Впрочем, иногда мы идём и на „провокации“, публикуя достаточно спорные заявления, но главная их цель — ускорить появление реакции „противной стороны“». При этом он добавил: «Вообще, я считаю, что информация о жизни религиозных конфессий — и в первую очередь христиан — за рубежом очень нужна нашим верующим, нашей Церкви. Причем не только для расширения кругозора, для заимствования позитивного опыта или наоборот — для обретения свидетельств о „тотальной апостасии Запада“. Во многом реальные проблемы, с которыми сталкивались вчера и сталкиваются сегодня западные христиане, могут стать предостережением для нас в России. Когда два года назад Соединённые Штаты охватил громкий скандал в связи педофилией в католическом клире, мы переводили много статей на эту тему, и когда меня упрекали в чрезмерной скандальности или даже „желтизне“, я отвечал: это нужно для того, чтобы, когда что-то подобное случится у нас, мы бы не были так шокированы. К сожалению, „у нас“ это уже случилось — нет нужды напоминать, в какой именно епархии. Помогла ли кому-то наша информация более трезво — я не говорю спокойно — отнестись к этим новостям, судить не мне, но, во всяком случае, предупреждение было…». Отвечая вопрос о сотрудничестве с другими СМИ, он отметил: «Сначала мне бы хотелось назвать те сетевые ресурсы, которые я бы, скорее, назвал нашими партнёрами. Это и Официальный сайт РПЦ (Mospat.ru), и Sedmitza.ru. Говорить о конкуренции с ними не приходится хотя бы потому что это органы конфессиональные, и они стараются давать общую информацию о православии или о событиях в других конфессиях и в обществе с православной точки зрения. Они постоянно используют наши новости, всегда корректно ссылаются на нас. То же самое я могу сказать о сайте Pravoslavie.ru, с которым мы сотрудничаем уже несколько лет. Добрые отношения у нас сложились и с вашим сайтом „Религия и СМИ“. Среди независимых СМИ, пишущих о религии, конечно, нельзя не упомянуть портал Credo.ru. За два с половиной года своего существования этот ресурс занял одно из ведущих мест в рейтингах благодаря своей оперативности. Но между нами существует одно принципиальное отличие: портал Credo.ru основной акцент ставит на конфликтных ситуациях, охотно берет информацию, в той или иной степени содержащую конфликт или „провокацию“. Слабое местом „Кредо“, как мне кажется, — это обязательные ежедневные „комментарии дня“. На самом деле, при всей насыщенности нашей жизни все-таки не каждый день в религиозной сфере происходят события, достойные отдельного комментария».
В 2005 году в интервью «НГ Религии» отметил: «Нас интересует информация о жизни всех христианских конфессий и религиозных организаций, существующих на территории нашей страны. Десять лет назад, когда создавался „Благовест-инфо“, мы хотели перебросить мостик от различных Церквей и религиозных организаций в России на Запад». А про отношения с Московским патриархатом сказал следующее: «Самые добрые и конструктивные. Нашу информацию используют практически все православные СМИ, как электронные, так и бумажные. Нас всегда приглашают на все мероприятия и Соборы РПЦ, у нас прекрасные отношения со всеми отделами Московской Патриархии. […] Мы развиваем партнёрские отношения и с другими традиционными религиозными организациями России. Так, например, мы много писали о 100-летии распечатывания алтарей храмов на Рогожском кладбище, но у нас еще пока не было прямых контактов с пресс-службой Старообрядческой Церкви. Что касается остальных Церквей и организаций, то у нас очень хорошие отношения и с Советом муфтиев России, и с иудейскими организациями, к ним мы обычно обращаемся за комментариями в случае возникновения того или иного информационного повода». А в том же году в интервью «Церковному вестнику» отметил следующее: «Мы всегда стремились к беспристрастности и объективности, не бросались с жадностью на скандальные новости, в особенности непроверенные. Мы стремимся адекватно отражать богатую палитру религиозной жизни в стране, прекрасно осознавая при этом, что большинство верующих России относится к Русской православной церкви. Что касается соотношения официального и неофициального, то мы находимся в весьма удобном положении. Не будучи чьим-либо официальным органом, мы можем свободно обращаться к разным источникам, соблюдая при этом принцип беспристрастности — то есть в случае конфликта давая высказаться всем сторонам — и не опускаясь при этом до уровня скандальных сплетен. Мы уверены, что искусственное замалчивание существующих проблем может привести к куда более плачевным результатам, чем своевременная реакция. Да, конечно, „тайное врачуется тайно“, но когда тот или иной негатив становится достоянием гласности, „позиция страуса“ уже неприемлема. В случае с регионами нам, конечно, хотелось бы освещать события как можно шире, но здесь играет очень большую роль человеческий фактор. И если мы нашли (или нас нашёл) замечательный корреспондент в Поволжье, то информации оттуда будет больше, чем, допустим, из Петербурга. Вообще, должен сказать, что определённая „случайность“ регионального охвата свойственна многим агентствам, в том числе весьма старым и престижным. […] У нас сложились конструктивные и доброжелательные отношения с различными структурами Русской православной церкви — это и новая пресс-служба Московской Патриархии, и ОВЦС, и Издательский совет, и Отдел по взаимоотношениям с вооруженными силами и правоохранительными органами. Со многими у нас поддерживаются не только деловые, но и по-настоящему дружеские отношения».

## Финансирование
По этому поводу Д. В. Власов в 2005 году в интервью «НГ Религии» отметил: «Нас поддерживает и финансирует международная католическая организация „Церковь в беде“. Но мы не чувствуем какого-либо конфессионального давления со стороны католиков. Большая часть информации у нас всё равно идёт о православии и жизни Русской православной церкви (РПЦ), как самой крупной религиозной организации России. Так что Католическая церковь на нас никоим образом не влияет». А в том же году в интервью «Церковному вестнику» добавил: «Все эти годы мы имели уникальную возможность работать стабильно благодаря нашему главному спонсору — международному фонду „Помощь Церкви в беде“. Мне хочется сказать слова благодарности ушедшей недавно на покой руководительнице „Помощи Церкви в беде“ Антонии Виллемсен. Искренне любя Россию, она понимала, что объективный орган информации о религии очень нужен нашей стране. И нам очень приятно, что Святейший Патриарх высоко оценил её заслуги и наградил орденом святой равноапостольной княгини Ольги (III степени). Трудно переоценить и ту помощь, которую оказывал и оказывает нам заведующий отделом этого фонда по вопросам Русской православной церкви П. В. Гуменюк».

## Отзывы
В 2002 году религиовед и историк А. В. Юдин отмечал следующее: «Католические средства массовой информации в России представляет информационное агентство „Благовест-инфо“, еженедельно выпускающее бюллетень под одноимённым названием в печатном и электронном виде. Бюллетень содержит разнообразную информацию по всем аспектам религиозной жизни в России и за рубежом и не имеет аналогов в современной российской практике».
В том же году журналист газеты «Коммерсантъ» А. Сальников писал: «В своих обзорах „Благовест-инфо“ давало информацию о различных конфессиях, что стало причиной конфликта агентства с православными СМИ. Так, председатель православного общества „Радонеж“ Евгений Никифоров в 2000 году в докладе на VIII Рождественских образовательных чтениях назвал работу главного редактора информагентства „католической экспансией в России“. Он отметил, что значимую роль в этой „экспансии“ играют специально сформированные католические СМИ. Особого упоминания удостоилось именно „Благовест-инфо“ и лично Виктор Тарасевич. Вскоре после этого выступления журналист переехал вместе с семьей в Белоруссию. На родине он активно участвовал в создании новой религиозной медиаструктуры — Гильдии религиозной журналистики. Появившаяся весной прошлого года, она, как и „Благовест-инфо“, подвергалась жёсткой критике со стороны православных СМИ». В свою очередь обозреватель сетевого издания Runet.ru И. Воробьёв отметил: «По замыслу Виктора Тарасевича, создателя и главного редактора „Благовест-Инфо“, агентство строго воздерживалось от оценок происходящих событий. В сообщениях указывалось только, что-где-когда произошло в религиозной жизни. Журналисту не позволялось выражать личное отношение к освещаемому им событию. Соответственно, и подбор новостей вёлся объективно: „неугодные“ события не утаивались и не искажались, понятия „non grata“ для церковных организаций не существовало.. После трагической гибели Виктора Тарасевича в феврале 2001 года, политика „Благовеста“ изменяется. Теперь это агентство редко рассказывает о событиях, происходящих вне „официальных“ церковных организаций: в катакомбной церкви, в РПАЦ и других православных церквах, не подчиняющихся патриарху Алексию II. Так, „Благовест-Инфо“ не рассказал о получивших широкую огласку гонениях на „альтернативную“ Грузинскую православную церковь».
В 2003 году редакция сетевого издания Портал-Credo.ru утверждала: «Сегодня исполняется первая годовщина самого печального события российской религиозной журналистики последних лет. 17 февраля 2002 года в Польше был убит Виктор Тарасевич, основатель и главный редактор единственного в нашей стране светского агентства религиозной информации „Благовест-инфо“. У людей каждой профессии есть свой образец, идеал. Для „светских религиозных“ журналистов России таковым и является Виктор Тарасевич. Это особенно ясно теперь, через год после его трагической гибели. Виктор почти семь лет возглавлял это уникальное агентство, смысл существования которого — и профессиональный, и просто моральный — в России понимали немногие. Самые разнообразные православные „конспирологи“ искали „скрытый смысл“ деятельности „Благовест-инфо“ и находили его, как правило, в том, что главный редактор — поляк по национальности, практикующий католик. Коли так, рассуждали „конспирологи“ в рамках парадигмы „этнической религиозности“, всё, что он делает, должно быть враждебно русскому народу и Православию. На фоне искусственного недоверия к „Благовест-инфо“ Виктор Тарасевич сумел сделать это агентство самым надёжным, наиболее заслуживающим доверия источником информации о религиозной жизни в России. Секрет профессионального успеха „Благовест-инфо“ состоит в следовании двум основным принципам. Первый — конфессиональная неангажированность — „равноудалённость“ от всех центров конфессионального и церковно-партийного влияния. Второй — редкая для нашего времени и нашей социальной среды личная порядочность, служившая, кстати, гарантом той самой конфессиональной неангажированности».
В 2005 году журналист газеты «НГ Религии» У. Стеклова писала: «„Благовест-инфо“ — независимое информационное агентство, предоставляющее информацию о событиях религиозной жизни как в России, так и за рубежом. Оно было создано 10 лет назад, когда в стране шёл активный процесс возрождения религиозной жизни. С самого начала своего существования „Благовест-инфо“ стал надёжным источником информации о религиозной жизни как для журналистов, так и для рядовых пользователей».
В том же году на презентации нового сайта Благовест-инфо в Центральном доме журналиста апостольский нунций в России архиепископ Антонио Меннини назвал издание «„одним из успешно развивающихся православно-католических начинаний“». В свою очередь представитель Министерства регионального развития РФ и Правительственной комиссию по делам религиозных объединений А. В. Журавский заявил, что «Благовест-инфо — агентство, которое финансируют католики, но в котором работают православные» и высказал мнение, что слова «Благовест» и «инфо» это синонимы, а в аббревиатуре издания видно дорогое католиков и православных название итальянского города Бари. В свою очередь заместитель председателя Отдела внешних церковных связей Московского патриархата протоиерей В. А. Чаплин отметил, хотя и не с каждым материалом здания согласился, но в целом выразил радость, что информация этого агентства будет теперь доходить до читателей напрямую, не посредством преломления в кривых зеркалах различных интернет-СМИ. Ответственный редактор газеты «Церковный вестник» С. В. Чапнин назвал своими друзьями всех сотрудников «Благовест-инфо», а также высказал недоумение, что никто из них не принял священный сан, и призвал заниматься развитием «богословия коммуникации».
В 2018 году кандидат философских наук, доцент кафедры журналистики ННГУ имени Н. И. Лобачевского И. В. Симонов отмечал: «Агентство религиозной информации „Благовест-инфо“ нельзя отнести к светским СМИ: оно было создано в 1995 году на средства международного католического фонда „Kirche in Not“ — „Помощь Церкви в беде“ и входит в состав организации „Благовест-медиа“. Последняя провозглашает в качестве своей миссии „помощь в диалоге Западной и Восточной Церквей через общение и взаимодействие телевизионных каналов и студий, а также электронных СМИ“. Однако „Благовест-инфо“ делает всё, чтобы восприниматься аудиторией как объективное средство массовой информации: оно уделяет внимание не только православию и католицизму, но и другим конфессиям и нехристианским религиям (хотя количество материалов о православии превалирует), заботится о корректной форме подачи материала на конфликтные темы (обычной практикой является размещение публикаций, выражающих противоположные мнения). Сам тон и стилистика публикаций информагентства характерны для светских СМИ.
Сильной стороной работы „Благовест-инфо“ является методичное освещение зарубежной религиозной жизни…. Следует также отметить наличие многочисленных интервью, материалов репортажного характера, обширной фотогалереи и богатого иллюстрирования новостных материалов…».